# Șirvan
Ali Bayramli este un oraș din Azerbaidjan.